# Pedogeneza
Pedogeneza  (od grčkog pedo-, ili pedon, sa značenjem 'tlo, zemlja,' i genesis, sa značenjem 'poreklo, rođenje') (takođe nazvana razvoj tla, evolucija tla, formiranje tla i geneza tla) je proces formiranja tla regulisan efektima mesta, okoline i istorije. Biogeohemijski procesi deluju i na stvaranje i uništavanje uređenosti (anizotropija) unutar tla. Ove izmene dovode do razvoja slojeva, zvanih horizonti tla, koji se razlikuju po boji, strukturi, teksturi i hemiji. Ove karakteristike se javljaju u obrascima raspodele tipa tla, formirajući se kao odgovor na razlike u faktorima formiranja tla.
Pedogeneza se proučava kao grana pedologije, proučavanje tla u njegovom prirodnom okruženju. Ostale grane pedologije su proučavanje morfologije tla i klasifikacija tla. Proučavanje pedogeneze važno je za razumevanje obrazaca raspodele tla u trenutnim (geografija tla) i prošlim (paleopedologija) geološkim periodima.

## Pregled
Tlo se razvija kroz niz promena. Polazna tačka je starenje sveže nagomilanog matičnog materijala. Primitivni mikrobi se hrane jednostavnim jedinjenjima (hranljivim materijama) koje se oslobađaju dejstvom vremenskih prilika i stvaraju kiseline koje doprinose eroziji. Oni takođe ostavljaju iza sebe organske ostatke.
Nova tla povećavaju se u dubini kombinacijom uticaja vremenskih prilika i daljeg taloženja. Procenjena stopa od 1/10 mm godišnje proizvodnje tla dejstvom vremenskih prilika odgovara uočenim stopama. Nova tla se takođe mogu produbiti putem taloženja prašine. Postepeno tlo stiče sposobnost podržavanja viših oblika biljaka i životinja, počevši od pionirskih vrsta, pa sve do složenijih biljnih i životinjskih zajednica. Tla se produbljuju sa nagomilavanjem humusa, prevashodno zbog aktivnosti viših biljaka. Gornji sloj tla se produbljuje se mešanjem tla. Kako tla sazrevaju, razvijaju se slojevi usled nakupljanja organske materije, i dolazi do ispiranja. Ovaj razvoj slojeva je početak profila tla.

## Faktori formiranja zemljišta
Na formiranje tla utiče najmanje pet klasičnih faktora koji su isprepleteni u evoluciji tla. To su: matični materijal, klima, topografija (reljef), organizmi i vreme. Ovi faktori se često kolektivno nazivaju akronimom CROPT (engl. climate, relief, organisms, parent material, and time).

### Roditeljski materijal
Mineralni materijal iz koga se formira tlo naziva se matični materijal. Kamen, bez obzira da li je njegovo poreklo eruptivno, sedimentno ili metamorfno, izvor je svih mineralnih materija u tlu i od njega vode poreklo svi biljni hranjivi sastojci, izuzev azota, vodonika i ugljenika. Kako se matični materijal hemijski i fizički oronjava, transportuje, deponuje i taloži, on se pretvara u tlo.
Tipični osnovni mineralni materijali zemljišta su:
- Kvarcit:
- Kalcit:
- Feldspar:
- Liskuni (biotit):

Matični materijali se klasifikuju prema načinu na koji su deponovani. Rezidualni materijali su mineralni materijali koji su nastali oronjavanjem primarnog sloja stena. Transportovani materijali su oni koji su deponovani vodom, vetrom, ledom ili gravitacijom. Kumulozni materijal je organska materija koja je izrasla i nakupila se na jednom mestu.

##### Atmosferska dejstva
Usled eluvijalnog procese matični materijal poprima oblik fizičkog oronjavanja (dezintegracije), hemijskog oronjavanja (dekompozicije) i hemijske transformacije. Generalno, minerali koji se formiraju pod visokim temperaturama i pritiscima na velikim dubinama unutar zemljinog plašta manje su otporni na vremenske uvete, dok su minerali formirani na okruženju s niskom temperaturom i pritiskom na površini otporniji na vremenske uticaje. Vremensko oronjavanje je obično ograničeno na gornjih nekoliko metara geološkog materijala, jer se fizički, hemijski i biološki stres i fluktuacije uglavnom smanjuju sa dubinom. Fizička dezintegracija započinje kada stene koje su očvrsle duboko u Zemlji postanu izložene nižem pritisku u blizini površine, nabreknu te postanu mehanički nestabilne. Hemijsko razlaganje je funkcija rastvorljivosti minerala, čija brzina se udvostručuje sa porastom temperature od 10 °, ali snažno zavisi od vode posredstvom koje se vrše hemijske promene. Stene koje se razgradnu za nekoliko godina u tropskoj klimi ostaju nepromenjene hiljadama godina u pustinjama. Strukturne promene su rezultat hidratacije, oksidacije i redukcije. Hemijsko oronjavanje je uglavnom posledica izlučivanja organskih kiselina i helatnih jedinjenja od strane bakterija i gljivica, za koji se smatra da je povećan pod današnjim efektom staklenika.
- Fizička dezintegracija je prva faza u transformaciji matičnog materijala u tlo. Fluktuacije temperature izazivaju širenje i stezanje stene, cepajući je duž linija slabosti. Voda tada može da uđe u pukotine, da se zamrzne i izazove fizičko cepanje materijala duž putanje ka središtu stene, dok temperaturni gradijenti unutar stene mogu prouzrokovati ljuštenje „ljuski”. Ciklusi vlaženja i sušenja uzrokuju abraziju čestica tla do finijih veličina, kao i fizičko trljanje materijala dok ga pokreće vetar, voda i gravitacija. Voda se može deponovati u mineralima stena, koja se nakon sušenja proširuje i na taj način stvara stres. Konačno, organizmi redukuju matični materijal u veličini i stvaraju pukotine i pore mehaničkim delovanjem korena biljaka i aktivnostima kopanja životinja.[13] Drobljenje matičnog materijala od strane životinja koje konzumiraju kamenje takođe doprinosi formiranju tla.[14]
- Hemijska dekompozicija i strukturne promene nastaju kad su minerali rastvorni vodom ili podložni promenama strukture. Prve tri stavke na sledećoj listi su promene usled rastvorljivosti, a poslednje tri su strukturne promene.[15]

1. Rastvor soli u vodi nastaje dejstvom bipolarnih molekula vode na jedinjenja jonskih soli čime se formiraju rastvori jona u vodi, uz uklanjanje tih minerala i smanjenje integriteta stene, brzinom koja zavisi od protoka vode i kanala pora.[16]
2. Hidroliza je transformacija minerala u polarne molekule putem razlaganja interventne vode. To rezultira rastvorljivim parovima kiselina-baza. Na primer, hidroliza ortoklas-feldspata ga pretvara u kiselinu silikatne gline i baznog kalijum hidroksida, koji su rastvorljiviji.[17]
3. Pri karbonaciji rastvor ugljen dioksida u vodi formira ugljenu kiselinu. Ugljena kiselina transformiše kalcit u rastvorljiviji bikarbonat kalcijuma.[18]
4. Hidratacija je uključivanje vode u mineralnu strukturu, što uzrokuje da ona bubri i nastaje stres, te se lako raspada.[19]
5. Oksidacija mineralnog jedinjenja je uključivanje kiseonika u mineral, čime se povećava njegov oksidacioni broj i dolazi do nabreknuća usled relativno velike veličine kiseonika, ostavljajući mineral pod stresom i podložnim za napade vode (hidroliza) ili ugljene kiseline (karbonacija).[20]
6. Redukcija, suprotno oksidaciji, dovodi do uklanjanja kiseonika, zbog čega se smanjuje oksidacioni broj jednog dela minerala, što se javlja kada je kiseonik u nedostatku. Redukcija minerala ih ostavlja električno nestabilnim, rastvorljivijim i sa unutrašnjim naponom, te se lako razlažu. To se uglavnom javlja u preplavljenim uslovima.[21]

Od navedenog, hidroliza i karbonizacija su najefikasnije, posebno u regionima velikih kiša, temperatura i fizičke erozije. Hemijsko oronjavanje postaje efikasnije kako veličina površine stene raste, tako da pogoduje fizičkoj dezintegraciji. To je dalje zavisno od latitudnih i altitudnih klimatskih gradijenata pri formiranju regolita.

## Literatura
- Stanley W. Buol, F.D. Hole and R.W. McCracken. 1997. Soil Genesis and Classification, 4th ed. Iowa State Univ. Press, Ames  0-8138-2873-2
- C. Michael Hogan. 2008. Makgadikgadi, The Megalithic Portal, ed. A. Burnham
- Francis D. Hole and J.B. Campbell. 1985. Soil landscape analysis. Totowa Rowman & Allanheld, 214 p.  0-86598-140-X
- Hans Jenny. 1994. Factors of Soil Formation. A System of Quantitative Pedology. New York: Dover Press. (Reprint, with Foreword by R. Amundson, of the 1941 McGraw-Hill publication). pdf file format.
- Ben van der Pluijm et al. 2005. Soils, Weathering, and Nutrients from the Global Change 1 Lectures. University of Michigan. Url last accessed on 2007-03-31
- Sequeira Braga, Maria Amália; Paquet, Hélène & Begonha, Arlindo (2002). „Weathering of granites in a temperate climate (NW Portugal): granitic saprolites and arenization” (PDF). Catena. 49 (1/2): 41—56. doi:10.1016/S0341-8162(02)00017-6. Приступљено 17. 12. 2017.